# Orphnus sudanicus
Orphnus sudanicus är en skalbaggsart som beskrevs av Renaud Maurice Adrien Paulian 1951. Orphnus sudanicus ingår i släktet Orphnus och familjen Orphnidae. Inga underarter finns listade i Catalogue of Life.